# Hartford (New York)
Hartford est une ville du comté de Washington, dans l'État de New York, aux États-Unis,. En 2010, elle compte une population de 2 269 habitants.

## Démographie
Lors du recensement de 2010, la ville comptait une population de 2 269 habitants, tandis qu'en 2016, elle est estimée à 2 221 habitants.